# Alpo Basket '99
L'Alpo Basket '99 è una squadra di pallacanestro femminile di Alpo, frazione di Villafranca di Verona, in provincia di Verona. Promossa in Serie A1, al termine de play off stagione 2023-24, sponsorizzata dalla Ecodem.

## Storia
È sorta nel 1999 e dopo aver militato nelle serie inferiori C e B, nella stagione 2013-14 vince il campionato di A3 e viene promossa in Serie A2. Il 2014-15 raggiunge un buon risultato come esordiente, entrando anche nei play-off promozione.
Nelle due stagioni successive la squadra, dopo essersi classificata al settimo posto in regular season, viene eliminata ai quarti di finale play-off.
Nella stagione 2023-24 vince i play-off e viene promossa in Serie A1.

## Cronistoria
| Cronistoria dell'Alpo Basket '99. |
| --- |
| - 1999 · Nascita dell'Alpo Basket. - 1999-00 · 5ª in Promozione veneta. - 2000-01 · 1ª in Promozione veneta, promossa in Serie C. - 2001-02 · in Serie C, perde lo spareggio retrocessione, retrocessa in Promozione poi ripescata. - 2002-03 · Ecodent, in Serie C, promossa in Serie B regionale. - 2003-04 · Ecodent, in Serie B reg., ai play-out, vince lo spareggio retrocessione. - 2004-05 · Ecodent, in Serie B reg., promossa in Serie B d'Eccellenza. - 2005-06 · Ecodent, in Serie B d'Eccellenza. - 2006-07 · Ecodent, in Serie B d'Eccellenza, salva ai play-out. - 2007-08 · Ecodent, 2ª nel girone B2 della Serie B d'Eccellenza, 4ª nel girone B della poule promozione. - 2008-09 · Ecodent, 1ª nel girone A1 della Serie B d'Eccellenza, 3ª nel girone A della poule promozione. - 2009-10 · Ecodent, 5ª nel girone B1 della Serie B d'Eccellenza, 8ª nel girone B della poule promozione. - 2010-11 · Ecodent, 4ª nel girone A2 della Serie B d'Eccellenza. - 2011-12 · Ecodent, 1ª nel girone C della Serie B nazionale, 3ª nella poule promozione, ammessa alla Serie A3. - 2012-13 · Ecodent, 4ª nel girone B di Serie A3. - 2013-14 · Ecodent Mep, 1ª nella Conference Nord-Est di Serie A3, 2ª nella Poule Promozione, promossa in Serie A2. - 2014-15 · Ecodent, 4ª nel girone B di Serie A2, 6ª nel girone E della Poule Promozione. - 2015-16 · Ecodent Point, 7ª nel girone A di Serie A2, quarti di finale play-off. - 2016-17 · Ecodent, 7ª nel girone B di Serie A2, quarti di finale play-off. - 2017-18 · 3ª nel girone Nord di Serie A2. Ai play-off promozione, finale spareggio A2. - 2018-19 · 3ª nel girone Nord di Serie A2. Ai play-off promozione, finale spareggio A2. - 2019-20 · Ecodent Point, 3ª nel girone Nord di Serie A2 (campionato interrotto) - 2020-21 · Drain by Ecodem, 5ª nel girone Nord di Serie A2, semifinale dei play-off. - 2021-22 · MEP Pellegrini, 5ª nel girone Nord di Serie A2, quarti di finale play-off. - 2022-23 · Ecodent, 6º nel Girone Nord di Serie A2, quarti di finale play-off. - 2023-24 · Ecodem, 2º nel Girone A di Serie A2, vince i play-off, Promossa in Serie A1. - 2024-25 · MEP Pellegrini, 11º in Serie A1, perde la finale play-out, retrocessa in Serie A2. |

fonti: (primi anni), (dal 2005)

## Palazzetto
Fino al 2016 la squadra usufruiva della palestra di Alpo, ma da settembre 2016 utilizza il palazzetto di Villafranca di Verona con capienza di oltre 1.400 spettatori seduti.

## Statistiche e record

### Partecipazione ai campionati
| Livello | Categoria            | Partecipazioni | Debutto   | Ultima stagione | Totale |
| ------- | -------------------- | -------------- | --------- | --------------- | ------ |
| 1º      | Serie A1             | 1              | 2024-2025 | 2024-2025       | 1      |
| 2º      | Serie A2             | 10             | 2014-2015 | 2023-2024       | 10     |
| 3º      | Serie B d'Eccellenza | 6              | 2005-2006 | 2010-2011       | 9      |
| 3º      | Serie B (nazionale)  | 1              | 2011-2012 | 2011-2012       | 9      |
| 3º      | Serie A3             | 2              | 2012-2013 | 2013-2014       | 9      |
| 4º      | Serie B (regionale)  | 2              | 2003-2004 | 2004-2005       | 4      |
| 4º      | Serie C              | 2              | 2001-2002 | 2002-2003       | 4      |
| 5º      | Promozione           | 2              | 1999-2000 | 2000-2001       | 2      |

Alpo Basket ha disputato complessivamente 19 stagioni sportive a livello nazionale.